# Marissa Mayer
Marissa Ann Mayer (Wausau, 30 de maio de 1975) é uma cientista da computação estadunidense graduada pela Universidade de Stanford, executiva de tecnologia da informação e co-fundadora do Lumi Labs.
Foi vice-presidente de serviços geográficos e locais do Google. Em 16 de julho de 2012, Mayer foi nomeada presidente e diretora executiva (CEO) do Yahoo!. Foi anunciado em janeiro de 2017 que ela renunciaria ao conselho da empresa com a venda da operação do Yahoo! para a Verizon Communications por $4.8 bilhões de dólares. Ela não integrou a nova companhia, agora chamada Verizon Media (antiga Oath), e anunciou sua renúncia em 13 de junho de 2017.

## Biografia
Marissa é a filha mais velha de Margaret Mayer, professora de arte de descendência finlandesa, e Michael Mayer, engenheiro ambiental. Seu avô, Clem Mayer, teve poliomielite aos 7 anos de idade e foi prefeito de Jackson, Wisconsin por 32 anos. Mais tarde, ela se descreveu como como tendo sido "dolorosamente tímida" durante a infância e a adolescência. Desde muito nova teve interesse em matemática e ciências.
Cursou o ensino médio em Wausau West High School, onde obteve excelentes notas em química, cálculo, biologia e física. Participou de várias atividades extracurriculares, tornando-se presidente do Clube de Espanhol, tesoureira do Key Club, capitã do time de debate e capitã do pom-pom squad. O time de debate que participava venceu o campeonato estadual de Wisconsin. Após graduar-se no ensino médio em 1993, foi selecionada por Tommy Thompson, o então Governador de Wisconsin, para ser uma das duas delegadas para representar o estado no Nacional Youth Science Camp in West Virginia.

## Percurso
Marissa estudou na Universidade de Stanford para estudar neurocirurgiã pediátrica mas trocou o curso de neurociência pediátrica para sistemas simbólicos, que combinava filosofia, psicologia cognitiva, linguística e ciência da computação. Em Stanford, ela dançou O Quebra-Nozes com o ballet universitário, foi membro do debate parlamentar, realizou trabalho voluntário em hospitais infantis e ajudou a levar educação em ciência da computação para escolas nas Bermudas. Durante o primeiro ano, ela ministrou uma aula em sistemas simbólicos, com supervisão de Eric S. Roberts. A aula foi tão elogiada pelos estudantes que Roberts a convidou para ministrar outra aula durante o verão.
Ela formou-se com honras no bacharelado em Sistemas Simbólicos em 1997 e mestrado em Ciência da Computação em 1999. Tanto na graduação como no mestrado, seu campo de pesquisa foi inteligência artificial. Para sua tese de graduação, ela desenvolveu um software de recomendação de viagens que aconselhava os usuários em linguagem humana que soava natural. Em 2009, o Instituto de Tecnologia de Illinois concedeu a Mayer um doutorado honoris causa em reconhecimento ao seu trabalho no campo de pesquisa.
Fez estágio na SRI Internacional em Menlo Park, na Califórnia, e Ubilab, laboratório de pesquisa da UBS em Zurique, Suíça. Marissa detém várias patentes em inteligência artificial de design de interface.

### Google
Após graduar-se em Stanford, Mayer recebeu 14 propostas de emprego, incluindo um trabalho de professora na Carnegia Mellon University e de consultora na McKinsey & Company. Em 1999, com 24 anos, ela começou trabalhar na empresa Google, sendo a vigésima funcionária da empresa, onde esteve presente nos desenvolvimento de algumas de suas ferramentas mais importantes como - Google Imagens, Google News, Google Maps, Google Books e o Gmail.

### Lumi Labs
Após sair do Yahoo! em 2017, Mayer iniciou a startup Lumi Labs com o antigo colega Enrique Muñoz Torres. A companhia é sediada em Palo Alto e é focada em inteligência artificial e mídio de consumidor.
Além de participar dos conselhos de administração do Walmart e Jawbone, Mayer também participa de vários conselhos sem fins lucrativos, como o Cooper-Hewitt, o National Design Museum, o New York City Ballet, o San Francisco Ballet e o San Francisco Museum of Modern Art.

## Prêmios e reconhecimentos
Foi nomeada pela lista anual da revista Fortune de 50 Mulheres Mais Poderosas em Negócios na América em 2008, 2009, 2010, 2011, 2012, 2013 e 2014 nas posições 50, 44, 42, 38, 14, 8 e 16, respectivamente. Em 2008, aos 33 anos, ela era a mulher mais nova já listada.
Foi nomeada uma das Mulheres do Ano pela revista Glamour em 2009.
Foi listada como uma das 100 Mulheres Mais Poderosas do Mundo na revista Forbes em 2012, 2013 e 2014, nas posições 20, 32 e 18, respectivamente.
Em Setembro de 2013, Mayer tornou-se a primeira CEO de uma empresa Fortune 500 a ser apresentada na Vogue (revista).
Em 2013 ela também foi nomeada na time 100, tornando-se a primeira mulher listada como número um na lista anual das 40 principais estrelas de negócios com menos de 40 anos da revista Fortune. Nesse mesmo ano ela fez história na revista Fortune como a única pessoa a aparecer nas três listas anuais durante o mesmo ano: Businessperson of the Year (No. 10), Most Powerful Women (at No. 8), e 40 Under 40 (No. 1).
Em 24 de Dezembro de 2015, ela foi listada pela revista britânica Richtopia na 14º posição na lista de 500 CEOs Mais Influentes.
Em Março de 2016, Fortune a listou como uma das líderes mais decepcionantes do mundo.
Em 2017, apareceu na Lista de CEOs mulheres das 500 companhias Fortune.

## Vida Pessoal
Mayer casou-se com o advogado e investidor Zachary Bogue em 12 de dezembro de 2009. No dia que o Yahoo! anunciou o noivado, Mayer revelou que estava grávida. Fruto do casamento, deu à luz a Macallister em 30 de setembro de 2012. Em 10 de dezembro de 2015, Melissa anunciou o nascimento de gêmeas idênticas, Marielle e Sylvana.

## Ligações Externas
- San Francisco Magazine, "The adventures of Marissa," February 27, 2008
- Video-Interview, Feb. 2007 (English, German intro, German subtitles)
- Business Week Online, "Inside Google's New-Product Process," June 30, 2006
- Business Week Online, "Managing Google's Idea Factory," October 3, 2005
- Good Experience interview, October 15, 2002
- Cyberposium 12: Marissa Mayer Keynote Video
- Podcast interview with Marissa Mayer
- Innovation, Sharing and Dreams, Marissa speaking at Stanford
- Digg Dialogg: Marissa Mayer on July 30, 2009
- Commencement Address - Marissa Mayer at IIT, Chicago

- Commons